# Acilepidopsis
Acilepidopsis là một chi thực vật có hoa trong họ Cúc (Asteraceae).

## Loài
Chi Acilepidopsis gồm các loài: